# Stijn Wuytens
Stijn Wuytens, né le 8 octobre 1989 à Eksel, est un footballeur belge. Évoluant principalement au poste de défenseur central, il joue actuellement en deuxième division belge au Lommel SK.

## Carrière

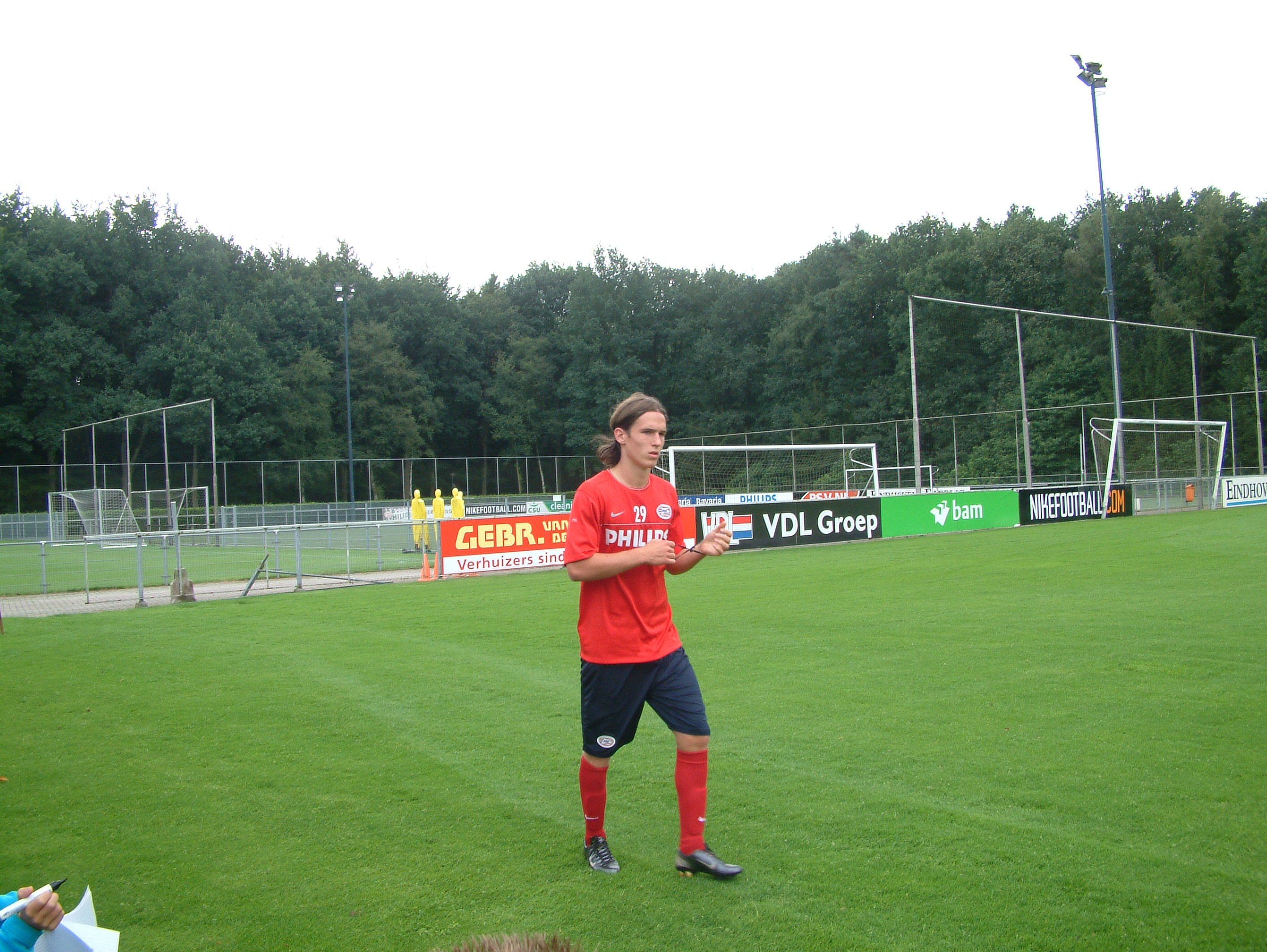
Stijn Wuytens avec le PSV Eindhoven en 2008.

Stijn Wuytens commence le football au KRC Genk. En 2001, il est repéré par le PSV Eindhoven et rejoint les équipes de jeunes du club néerlandais à douze ans. Il y termine sa formation et débute en équipe première le 23 août 2008 contre le Feyenoord Rotterdam à l'occasion de la Supercoupe des Pays-Bas. Son club remporte le match et le joueur décroche ainsi le premier trophée de sa carrière. Il ne parvient toutefois pas à se faire une place de titulaire dans l'équipe et le 2 février 2009, il est prêté jusqu'en fin de saison à De Graafschap. Il revient ensuite au PSV pendant trois ans mais ne réussit toujours pas à obtenir une place dans l'équipe de base, notamment à cause d'une blessure au ménisque survenue en 2011.
En juin 2012, il décide de quitter le club pour recevoir plus de temps de jeu. Il signe alors un contrat de trois ans au Beerschot AC, en première division belge, où il retrouve son frère cadet, Dries, qui avait quitté les équipes de jeunes du PSV un an plus tôt. Annoncé comme un candidat au top 5 en début de saison, le club se retrouve englué dans la lutte pour le maintien et les soucis financiers. De plus, Wuytens est de nouveau victime de blessures au genou, d'abord en décembre 2012 puis en février 2013, qui l'écartent des terrains jusqu'en fin de saison. Après une fin de championnat désastreuse et trois défaites lors des « Play-offs 3 » face au Cercle de Bruges, le club est relégué en deuxième division, puis en troisième après s'être vu refuser la licence pour le football rémunéré. Finalement, le Beerschot dépose le bilan et tous ses joueurs se retrouvent libres.
En août 2013, Dries et Stijn Wuytens, ce dernier toujours blessé, s'engagent avec le Willem II Tilburg, relégué en Eerste Divisie, la deuxième division néerlandaise.
Arrivé en fin de contrat avec l'AZ Alkmaar à l'issue de la saison 2019-2020, il décide ne pas prolonger, avec pour but de tenter une aventure à l'étranger.
En 25 juin 2020, libre de tout contrat, il s'engage pour cinq saisons en faveur du Lommel SK, qui vient d'être racheté par le City Football Group et qui évolue alors en Division 1B (deuxième division belge).

## Sélections internationales
Considéré au début du XXIe siècle comme un des grands espoirs du football belge, Stijn Wuytens est repris dans les équipes nationales belges chez les juniors, notamment les moins de 19 ans à dix reprises et les Espoirs à cinq reprises. Il n'a jamais été appelé dans le noyau des « Diables Rouges ».

## Palmarès
- PSV Eindhoven
  - Vainqueur de la Supercoupe des Pays-Bas en 2008
  - Vainqueur de la Coupe des Pays-Bas en 2012

- Willem II
  - Champion des Pays-Bas d'Eerste Divisie (D2) en 2014

## Vie privée
Stijn Wuytens a un petit frère qui est aussi footballeur professionnel et défenseur central, Dries, qui évolue actuellement au KSK Beveren.
Il est également le neveu de Jan Wuytens qui a notamment joué à l'AZ Alkmaar.